# 新宿区立落合第四小学校
新宿区立落合第四小学校（しんじゅくくりつ おちあいだいよんしょうがっこう）は、東京都新宿区下落合にある公立小学校。通称「落四」とも呼ばれる。落合第四幼稚園を併設しており連携・交流を実施している。青少年赤十字加盟校である。

## 沿革
- 1932年（昭和7年）
  - 4月1日 - 東京府豊多摩郡落合第四尋常小学校として開校
  - 6月25日 - 現在地に移転
  - 10月1日 - 校名を東京市落合第四尋常小学校と改称
- 1941年（昭和16年）4月1日 - 校名を東京府東京市落合第四国民学校と改称
- 1943年（昭和18年）7月1日 - 校名を東京都落合第四国民学校と改称
- 1947年（昭和22年）4月1日 - 校名を東京都新宿区立落合第四小学校と改称
- 2023年（令和5年）1月 - 全教科・領域  新宿区教育課題モデル校となる[3]。

（出典：）
小学校の児童数と教員数
| 年度     | 児童総数 | 1年生 | 2年生 | 3年生 | 4年生 | 5年生 | 6年生 | 教員数 | 職員数 |
| -------- | -------- | ----- | ----- | ----- | ----- | ----- | ----- | ------ | ------ |
| 令和元年 | 412人    | 79人  | 61人  | 71人  | 58人  | 63人  | 80人  | 21人   | 3人    |
| 令和2年  | 399人    | 64人  | 76人  | 62人  | 74人  | 60人  | 63人  | 20人   | 3人    |
| 令和3年  | 410人    | 75人  | 58人  | 80人  | 63人  | 75人  | 59人  | 20人   | 3人    |
| 令和4年  | 408人    | 66人  | 72人  | 57人  | 75人  | 59人  | 79人  | 20人   | 3人    |
| 令和5年  | 404人    | 72人  | 68人  | 74人  | 56人  | 72人  | 62人  | 20人   | 1人    |

## 周辺
- 落合中学校
- おとめ山公園